# وكالة الطاقة النووية

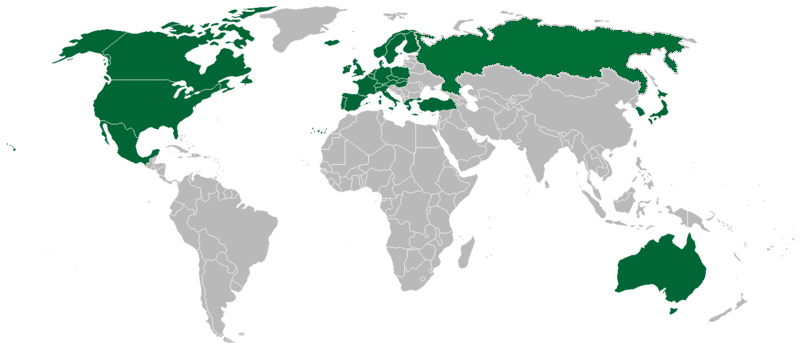
أعضاء الوكالة الحاليين

وكالة الطاقة النووية هي منظمة حكومية دولية مختصة تابعة لمنظمة التعاون والتنمية الاقتصادية، أنشئت في 1 فبراير 1958 تحت اسم الوكالة الأوروبية للطاقة النووية، ثم استبدل الاسم في 20 أبريل 1972 بعد انضمام اليابان إليها.

## الأعضاء
أعضاء الوكالة حتى 20 يناير 2015 هم:
- النمسا (1958)
- بلجيكا (1958)
- الدنمارك (1958)
- فرنسا (1958)
- ألمانيا (1958)
- اليونان (1958)
- آيسلندا (1958)
- أيرلندا (1958)
- إيطاليا (1958)
- لوكسمبورغ (1958)
- هولندا (1958)
- النرويج (1958)
- البرتغال (1958)
- السويد (1958)
- سويسرا (1958)
- تركيا (1958)
- المملكة المتحدة (1958)
- إسبانيا (1959)
- اليابان (1972)
- أستراليا (1973)
- كندا (1975)
- فنلندا (1976)
- الولايات المتحدة (1976)
- كوريا الجنوبية (1993)
- المكسيك (1994)
- جمهورية التشيك (1996)
- المجر (1996)
- سلوفاكيا (2002)
- بولندا (2010)
- سلوفينيا (2011)
- روسيا (2013)

## العمل
لدى الوكالة عدة هيئات فنية دائمة ومنها:
- لجنة الأنشطة التنظيمية النووية.
- لجنة سلامة المنشآت النووية.
- لجنة الحماية من الإشعاع والصحة العمومية.

هذه اللجان الثلاث تشارك في برنامج مشترك يسمى إينفاس , (Integrated NEA Fukushima Actions for Safety Enhancements لرسم الآثار الناجمة عن كارثة فوكوشيما لتحسين ""إدارة الحوادث وإتخاذ تنظيمات جادة لإدارة الأزمات المماثلة وإعادة تقييم نظم الدفاع والسلامة في المحطات النووية والتعميق في الدراسات المختصة.""

## مقالات ذات صلة
- محطة نووية
- مفاعل نووي
- كارثة تشيرنوبيل
- طاقة نووية
- قائمة بمحطات الطاقة النووية

## روابط خارجية
- الموقع الإلكتروني للوكالة الدولية للطاقة النووية